# Fickan full av flax

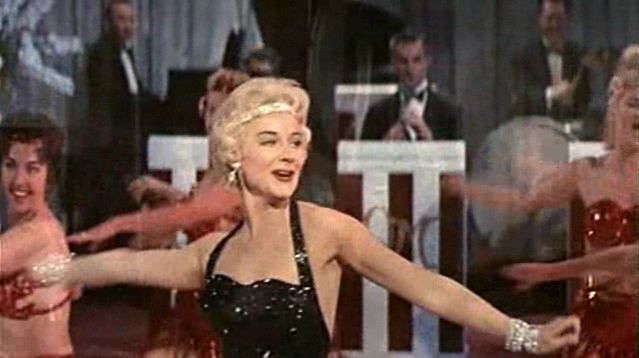
Hope Lange i rollen som Elizabeth "Queenie" Martin.

Fickan full av flax (originaltitel: Pocketful of Miracles) är en amerikansk komedifilm från 1961 i regi av Frank Capra. Den hade svensk premiär den 5 mars 1962. Filmen är en något omarbetad version av Capras tidigare 1930-talsfilm Lady för en dag.
Detta blev Frank Capras sista spelfilm. Den innebar samtidigt filmdebuten för Ann-Margret. Glenn Ford vann en Golden Globe för sin insats i denna film.

## Rollista (urval)
- Glenn Ford - Dave the Dude Conway
- Bette Davis - Apple Annie
- Hope Lange - Elizabeth "Queenie" Martin
- Arthur O'Connell - Greve Alfonso Romero
- Peter Falk - Joy Boy
- Thomas Mitchell - George Manville
- Edward Everett Horton - Hutchins
- Mickey Shaughnessy - Junior
- Sheldon Leonard - Steve Darcey
- David Brian - guvernören
- Ann-Margret - Louise
- Barton MacLane - poliskommissarien
- John Litel - McCrary, polisinspektör
- Jerome Cowan - borgmästaren
- Frank Ferguson - tidningsredaktör
- Willis Bouchey - tidningsredaktör
- Fritz Feld - Pierre
- Ellen Corby - Soho Sal